# 大分県立日出暘谷高等学校
大分県立日出暘谷高等学校（おおいたけんりつ ひじようこくこうとうがっこう、英称：Oita Prefectural Hiji Youkoku High-School）は、かつて大分県速見郡日出町に所在した公立の高等学校である。略称は「暘谷」。

## 概観

### 設置学科
- 総合学科（全日制・単位制）[2]
  - 情報デザイン系列
  - 流通サービス系列
  - 情報システム系列
  - 環境プラニング系列
  - 自然科学系列
  - 国際文化系列

1年生は選択科目の芸術（音楽・美術・書道）・家庭科（家庭総合・生活技術（2年次まで継続履修））・総合選択（各系列の基礎科目＝簿記・工業技術基礎・英語・数学）・理科（理科基礎・理科総合A・理科総合B）以外は共通科目を学ぶ。2年生から卒業後の進路に応じて各自選択で6つの専門系列に分かれる。
2005年までは、以下の8系列が設けられていた。
- 国際文化系列 - 4年制大学の文系学部への進学を主とする。
- 自然科学系列 - 4年制大学の理数系学部への進学を主とする。
- 情報システム系列 - 電気・電子・機械のことを主に学ぶ。
- 環境プラニング系列 - 建築のことを主に学ぶ。
- 情報デザイン系列 - デザインのことを主に学ぶ。
- 国際ビジネス系列 - 経済の仕組みや国際関係を主に学ぶ。
- 流通サービス系列 - 商業や流通について主に学ぶ。
- 体育健康系列 - 健康や介護を主に学び、体育の授業が他の系列より多い。

しかし、2006年に1クラス減ったため国際ビジネス系列を流通サービス系列に名称変更。以前の流通サービス系列を情報ビジネス系列に名称変更。情報デザイン系列および体育健康系列を廃止して6系列となった。

### 校訓
勉学、強健、友愛

### 教育方針
人間尊重の精神に基づき、豊かな人間性を培い、高い知性と強健な体力の育成をはかるとともに社会の変化に主体的に対応できる自主的、創造的な能力の育成。

### 国際交流
留学生の受け入れを積極的に行っており、2004年以来、台湾の修学旅行団が交流に訪れている。

### 施設

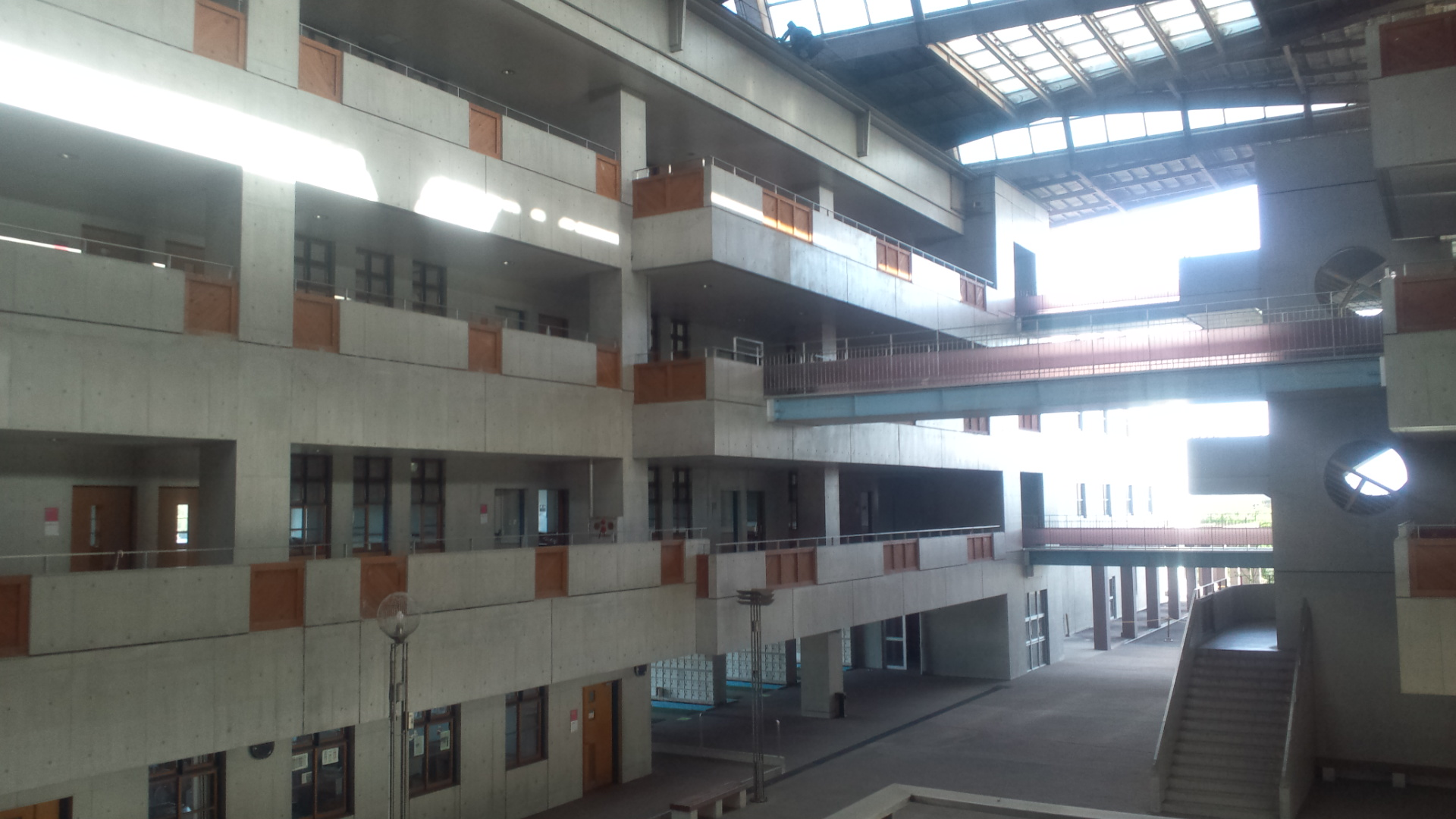
ホームベース棟より普通教室棟を撮影

校舎は近代的な鉄筋コンクリート構造であり、普通教室棟・ホームベース棟・管理棟・工業棟・商業棟・体育館から構成されている。また、全面、吹き抜けである。

## 沿革

### 略歴
1909年（明治42年）に開校した日出町外組合立女子実業補習学校を前身とする。1921年（大正10年）に大分県に移管されて大分県日出高等女学校となった後、1948年（昭和23年）に共学となり大分県立日出高等学校に名称を変更した。現在の校名に改称したのは日出町中心部から大神に移転した1997年（平成9年）であり、日出高校としての歴史の方がまだ長いため、父母世代や町外ではいまだに「日出高」と呼ばれることが多い。
2013年（平成25年）4月に、本校と杵築市の大分県立山香農業高等学校とを統合して、大分県立日出総合高等学校が新設された。日出総合高校は、総合学科、農業経営学科、機械電子学科の3学科5学級からなり、主に本校の校地を使用する。なお、山香農業高校の校舎は農業実習で使用される。日出総合高校の開校に伴い、本校及び山香農業高校の募集は2013年度（平成25年度）入学分から停止され、両校は在校生が卒業する2015年（平成27年）3月に閉校した。

### 年表
- 1909年（明治42年） - 日出町外組合立女子実業補習学校として開校。
- 1921年（大正10年） - 大分県に移管され、大分県日出高等女学校となる。
- 1948年（昭和23年） - 男女共学の大分県立日出高等学校となる。
- 1961年（昭和36年） - 普通科に加え商業科が設置される。
- 1965年（昭和40年） - 自転車競技部が創設される。
- 1997年（平成9年） - 大神に移転し現校名となる。
- 1999年（平成11年） - 創設90周年 新校舎移転落成記念式典挙行。
- 2007年（平成19年） - 現校名となって10周年。
- 2009年（平成21年） - 創設100周年。
- 2015年（平成27年）3月1日 - 閉校式挙行[1]。

## 基礎データ

### 所在地
- 大分県速見郡日出町大字大神1396-43

### 交通
- 鉄道 - 九州旅客鉄道（JR九州）日豊本線大神駅下車徒歩約10分。
- バス - 大分交通日出総合高校停留所下車すぐ。ただし、本停留所を通るバスは平日1日1本のみであり[7]、徒歩約9分の大神駅前停留所を通るバスの方が多い。

### 象徴

#### 制服
- 夏服 - 男子は白地のカッターシャツに紺色の薄地のズボン、女子は白いブラウスに男子と同色のスカート。
- 冬服 - 男女とも紺のブレザーである。胸のところに100周年を記念して作られたワッペンがついている。

女子は、スカートとズボンのいずれかを選択可能。

## 学校行事
4月
- 入学式
- 歓迎遠足
- 教育合宿（1年生のみ）

5月
- 生徒総会

7月
- クラスマッチ

夏休み
- インターンシップ（2年生のみ）
- 中学生体験入学

9月もしくは10月
- 体育祭

11月
- 暘谷祭（文化祭）

12月
- クラスマッチ

1月
- 百人一首大会

1月もしくは2月
- 修学旅行（2年生のみ）

2月
- 卒業テスト（3年生のみ）

3月
- 卒業式
- 離任式

## 生徒会活動・部活動など

### 運動部
自転車競技部はインターハイや国体で何度も優勝をするほどの強豪校であり、暘谷の顔ともいえる部活である。また県下で唯一の男子新体操部は2008年の大分国体で3位の成績を収めている。野球部においては、2002年に強豪校として知られていた軟式野球部から硬式野球部となったが、優秀な成績は残せていない。
- 自転車競技部、野球部、サッカー部、バスケットボール部、女子バレーボール部、テニス部、女子ソフトボール部、陸上部、弓道部、男子新体操部、剣道部、空手部

### 文化部
文化部では、放送部のテレビ番組部門がNHK杯全国高校放送コンテストで何度も入賞している。
- 放送部、音楽部、美術部、書道部、商業部、工業(システム・環境プラニング)部

### 同好会
卓球、茶道

## 過去の主な進路

### 進学

#### 4年制大学
- 2011年度 - 日本文理大学、別府大学、相愛大学、京都産業大学、日本福祉大学、久留米工業大学、九州産業大学、福岡大学[8]
- 2010年度 - 日本文理大学、別府大学、東海大学、花園大学、宇部フロンティア大学、九州産業大学、九州国際大学、西南女学院大学、福岡大学[9]

#### 短期大学
- 2011年度 - 別府溝部学園短期大学、別府大学短期大学部、大分短期大学、西日本短期大学[8]
- 2010年度 - 大分県立芸術文化短期大学、別府大学短期大学部、別府溝部学園短期大学[9]

#### 職業能力開発短期大学校
- 2010年度・2011年度 - 大分県立工科短期大学校[9][8]

#### 専門学校
- 2010年度・2011年度 - KCS大分情報専門学校、IVY総合技術工学院、日本文理大学医療専門学校、別府市医師会看護専門学校等[9][8]

### 就職
- 2011年度 - 自衛隊、トヨタ自動車、ダイハツ九州、大分キヤノン、大分キヤノンマテリアル、二階堂酒造等[8]
- 2010年度 - ダイハツ九州、大分キヤノン、大分キヤノンマテリアル、二階堂酒造等[10]

## 主な卒業生

### スポーツ選手

#### プロ野球選手
- 永野将司（千葉ロッテマリーンズ）

#### 自転車競技
- 一丸尚伍（競輪選手）
- 小野俊之（競輪選手）
- 大竹慎吾（競輪選手）
- 大塚健一郎（競輪選手）
- 松田隆文（元競輪選手。日本大学に在籍時代、ミュンヘンオリンピックに出場）
- 安東莉奈（ガールズケイリン選手）